# オリオンスクエア

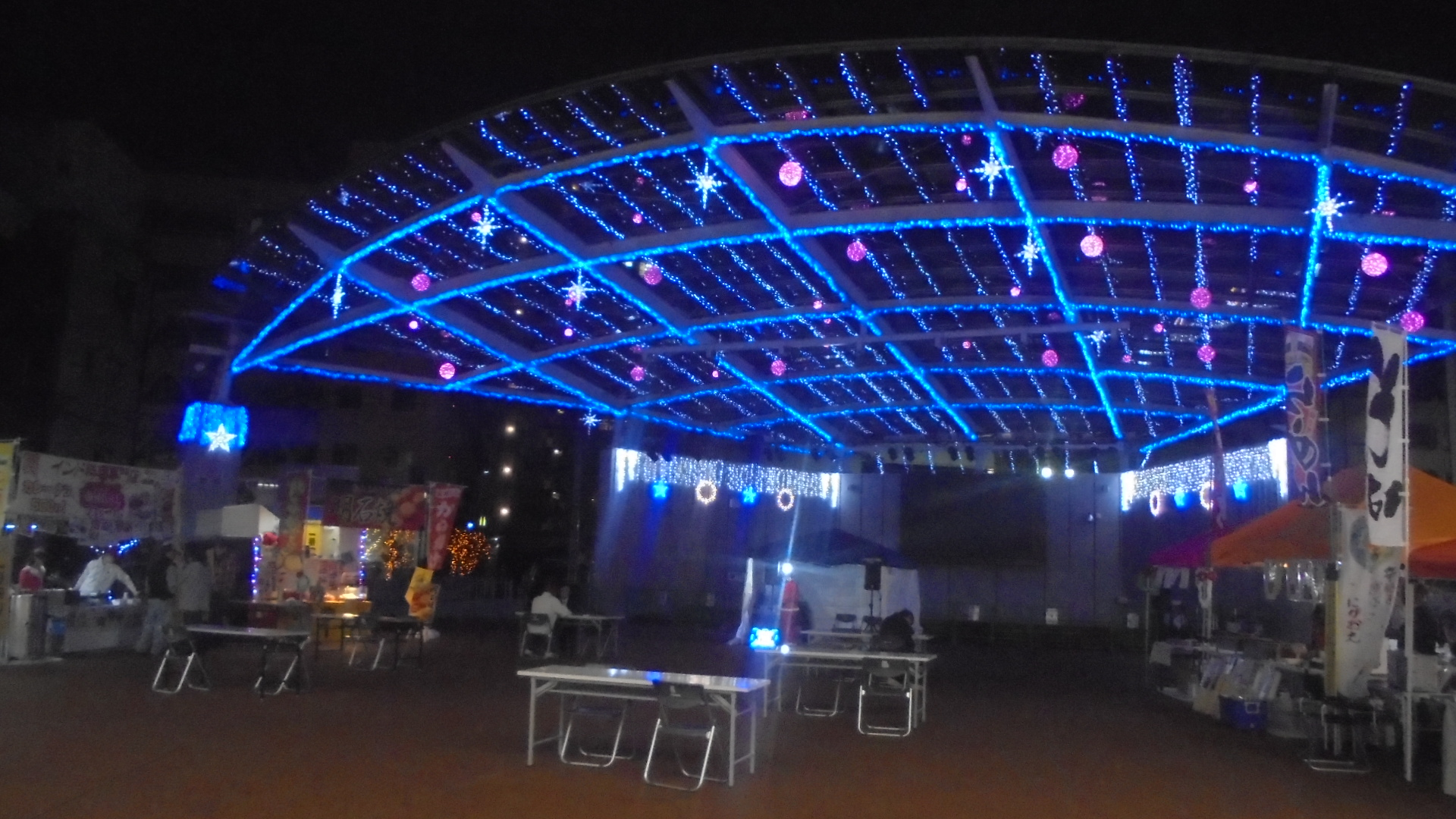
ライトアップされたオリオンスクエア

オリオンスクエアは、栃木県宇都宮市のオリオン通り沿いにある広場。宇都宮市中心市街地において、市民の憩いとふれあいの場を提供することにより、市民相互の交流と魅力ある都市空間の形成を図ることを目的として設置した。正式名称は宇都宮市オリオン市民広場。五光宇都宮店が指定管理者となっている。

## 沿革
- オリオンスクエア開設前 
 山崎百貨店（1957年 - 1974年[1]）→ 緑屋（1974年 - 1985年）→ ams宇都宮店（1985年 - 2001年）→ 109 UTSUNOMIYA（2001年 - 2005年）
- 109UTSUNOMIYA 跡地を市が買収し建物を解体。
- 2006年11月3日 - オリオンスクエアオープン。
- 時期不明 - ステージ壁面に大型映像装置を設置
- 2015年8月 - オープン以来初の月間稼働率100%（1日から末日まで毎日イベント開催）を達成。
- 2016年10月 - オリオンスクエア10周年記念事業として「ギュウ農フェス」開催
- 2020年10月1日 - 広場全体を屋根で覆い、倉庫を新設するなどの工事を実施しリニュアルオープン。
- 2024年4月26日 - 宇都宮市管工事業協同組合より無料給水スポット「宮の泉」の寄贈を受け設置[2]。

## 周辺
- 下野新聞NEWS CAFE（カフェは2023年閉鎖、併設のまちなか支局も2024年3月末をもって曲師町に移転）
- ホテルアーバングレイス宇都宮
- 宇都宮市中央生涯学習センター
- 宇都宮市総合福祉センター

## 施設
- 管理事務所及びトイレ（夜間は閉鎖）
- 屋外広場
  - ステージ（ウッドデッキ2段構造[3]）
  - 大型映像装置
  - 屋根（屋根部は合わせガラス、柱の外装は大谷石のパネル）
  - ステージ控室兼倉庫
- 倉庫
- ポケットパーク
- 宮の泉（マイボトル用無料給水スポット、夜間は使用不可）

## オリオンスクエアで開催しているイベント
- キャンドル雷都とちぎ

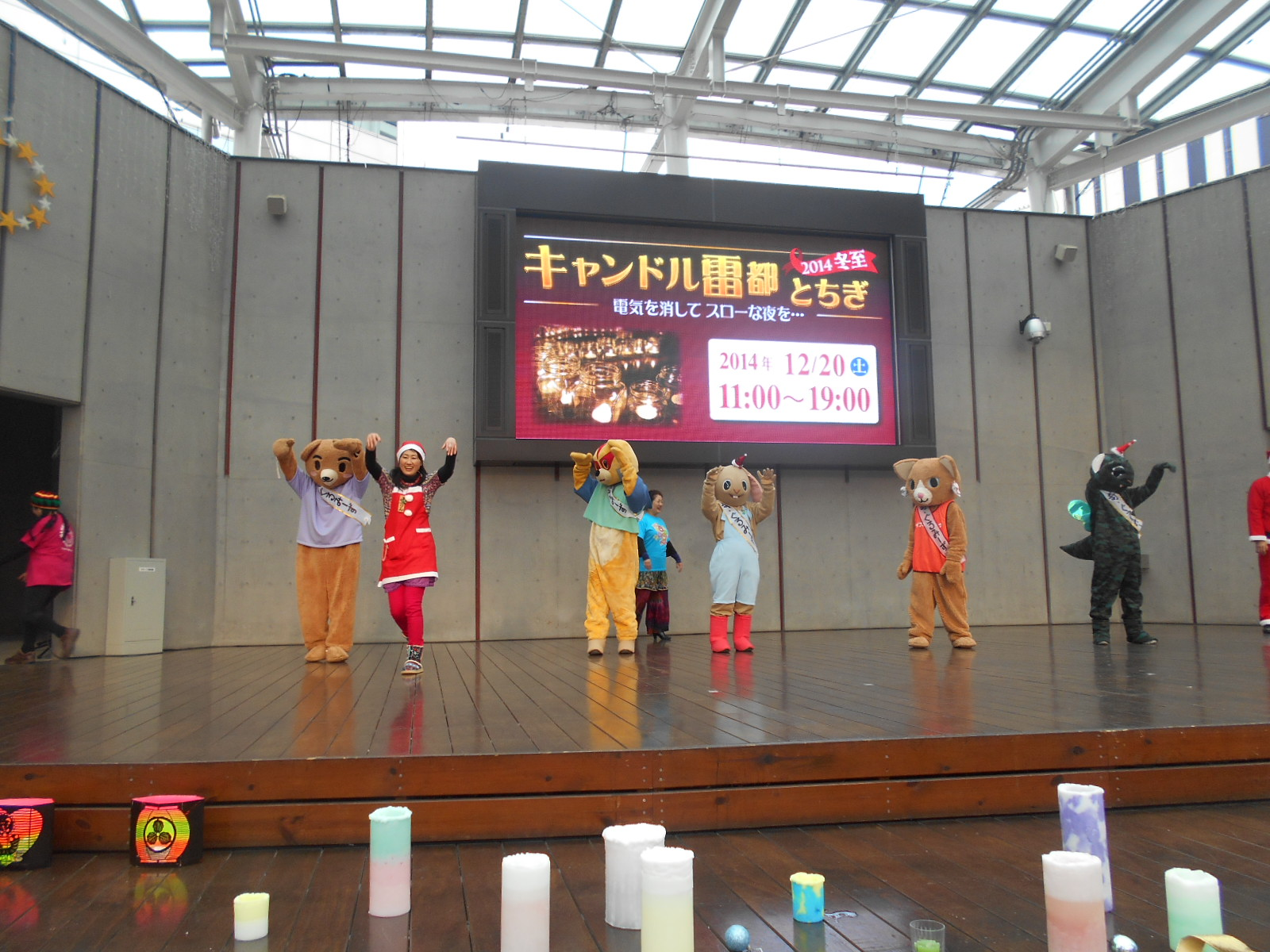
キャンドル雷都とちぎ

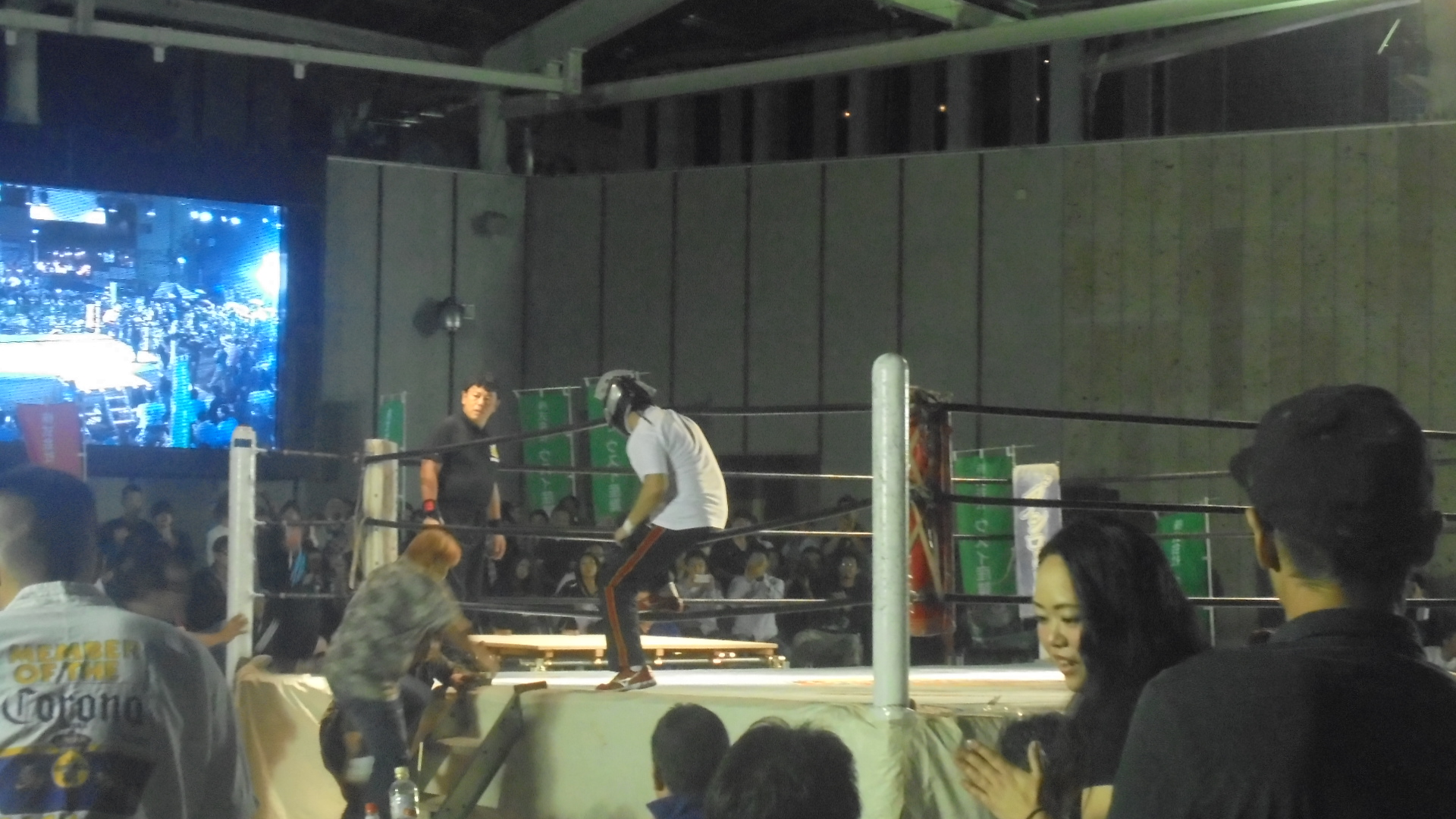
ファイティングビアガーデン

  - 夏至（6月）・冬至（12月）前後の土曜日開催
- ファイティングビアガーデン（8月開催）
- カクテルカーニバル／カクテルナイト

毎年5月（カーニバル）と9月（ナイト）に開催。2023年5月よりバーフェスに改称。
- 29（に〜きゅ〜）グルメフェスティバル（毎年4月29日実施）
- オリスクマーケット

毎月第1火曜日に実施
- とちてれ★アニメフェスタ!

毎年5月5日頃開催

### オリオンスクエアも会場の一つになるイベント
- フェスタmy宇都宮

毎年5月中旬に宇都宮城址公園他で開催
- うつのみや大道芸フェスティバル

毎年3月にオリオンスクエアを中心にオリオン通り内各所で開催
- ジャパンカップサイクルロードレース

毎年10月に開催。前夜祭やクリテリウムのPV会場および表彰式会場となる
- ミヤストリートギグ

毎年5月に、オリオン通りやユニオン通り、宇都宮駅周辺にて開催のオールジャンルの音楽イベント
- MIYA JAZZ INN

毎年11月に、オリオン通りなどで開催のジャズを中心とした音楽イベント

## 交通

### 電車
- 東武宇都宮駅より徒歩5分

### バス
- 宇都宮市内循環バスきぶな号「総合福祉センター入口」バス停より徒歩1分
- 宇都宮市内各方面から「県庁前」バス停より徒歩5分